# West Midlands (graafschap)
West Midlands is een stedelijk graafschap (metropolitan county) in de Engelse regio West Midlands en telt 2.555.592 inwoners. De oppervlakte bedraagt 902 km². Er is geen county council.
Een deel van het gebied (Wolverhampton, Dudley, Walsall en Sandwell) is van oudsher sterk geïndustrialiseerd door de aantrekkingskracht van ijzererts en steenkool. De streek staat dan ook bekend als the Black Country.

## Demografie
Van de bevolking is 15,6% ouder dan 65 jaar. De werkloosheid bedraagt 4,9% van de beroepsbevolking (cijfers volkstelling 2001).
Het aantal inwoners daalde van ongeveer 2.618.800 in 1991 naar 2.555.592 in 2001.

## Overzicht districten
| Lokaal bestuurde gebieden en plaatsen | Lokaal bestuurde gebieden en plaatsen |
| Nr.                                   | District                              |
| ------------------------------------- | ------------------------------------- |
| 1                                     | Wolverhampton                         |
| 2                                     | Dudley                                |
| 3                                     | Walsall                               |
| 4                                     | Sandwell                              |
| 5                                     | Birmingham                            |
| 6                                     | Solihull                              |
| 7                                     | Coventry                              |

| Detailkaart |
| ----------- |
|             |